# بایو فارما
بایو فارما (انگلیسی: Bio Farma) شرکت داروسازی اندونزیایی است، که در سال ۱۸۹۰ تأسیس شد.